# Стіна Гарделл
Стіна Гарделл (28 березня 1990) — шведська плавчиня.
Учасниця Олімпійських Ігор 2012, 2016 років.
Призерка Чемпіонату Європи з водних видів спорту 2014 року.